# Championnats du monde de cyclo-cross 1951
Navigation
Édition précédente Édition suivante
Les championnats du monde de cyclo-cross 1951 ont lieu le 18 février 1951 à  Luxembourg, au Luxembourg. Une épreuve masculine est au programme.

## Podiums
| Épreuves | Or             | Argent          | Bronze       |
| -------- | -------------- | --------------- | ------------ |
| Élites   | Roger Rondeaux | André Dufraisse | Pierre Jodet |

## Classement des élites
| Pos. | Cycliste         | Pays       |    | Temps           |
| ---- | ---------------- | ---------- | -- | --------------- |
|      | Roger Rondeaux   | France     | en | 1 h 04 min 57 s |
|      | André Dufraisse  | France     | +  | 2 min 01 s      |
|      | Pierre Jodet     | France     |    | 3 min 51 s      |
| 4    | Georges Meunier  | France     |    | 4 min 02 s      |
| 5    | Max Breu         | Suisse     |    | 4 min 09 s      |
| 6    | Jean Kirchen     | Luxembourg |    | 4 min 20 s      |
| 7    | Roland Fantini   | Suisse     |    | 4 min 53 s      |
| 8    | Roger Jacobs     | Luxembourg |    | 5 min 17 s      |
| 9    | Albert Meier     | Suisse     |    | 5 min 19 s      |
| 10   | Luigi Malabrocca | Italie     |    | 5 min 28 s      |

## Tableau des médailles
| Rang | Nation | Or | Argent | Bronze | Total |
| ---- | ------ | -- | ------ | ------ | ----- |
| 1    | France | 1  | 1      | 1      | 3     |